# Municipio de Churintzio
El municipio de Churintzio es uno de los 113 municipios en que se divide el estado de Michoacán de Ocampo, de este último en el que se encuentra en el noroeste. Su cabecera municipal es Churintzio.

## Escudo
|  | El escudo de Churintzio está blasonado así: Entre la bordura de color rojo, las estrellas blancas y el listón verde forman la bandera nacional. En el centro del escudo se presenta lo que en algún tiempo fue Churintzio: una estancia de ganado. Al fondo se hallan el cerro Pelón y de la Cruz. En el timbre, al centro, se observa el sol en pleno resplandor, que significa la fuerza, la vida de los humanos, plantas y animales; a los lados, se distinguen dos dos cornucopias, que representan la abundancia que existe en el municipio. Un listón verde los entrelaza. La bordura gules o roja da cuenta de la mezcla de la sangre española con la indígena y las estrellas dentro de ella representan cada una las localidades del municipio. Las cintas doradas que rodean la bordura significan la riqueza del campo, de la manufactura y del trabajo de su gente. |

## Toponimia
«Churintzio» significa, de acuerdo con Jesús Romero Flores, ‘en donde anochece o se oculta temprano el Sol’ (provendría del verbo «chureni» ‘anochecer’), aunque también se le da el significado de ‘noche larga’.

## Historia

### Época precolombina
La zona fue parte de la Tradición de Teuchitlán que florecio del 300 a.c. al 900 d.c.
El área fue uno de los sitios sometidos al dominio del imperio purépecha. Aún se mantienen varios grupos de yácatas, siendo la más próxima a la cabecera la del cerro de La Cruz; además, se tiene la presencia de un monolito grande tallado y desplazado por el hombre en el lugar llamado «El Aguacate» y otros menhires más pequeños ubicados en el lugar conocido como el «Chaparral».

### Conquista
La vida de Churintzio transcurre dentro del escenario de la historia en una mayor actuación a partir de la llegada de los españoles en 1522 comandados por don Cristóbal de Olid. A partir de entonces, todas las poblaciones de la provincia de Michoacán fueron apareciendo de una forma u otra en el desarrollo de la conquista.

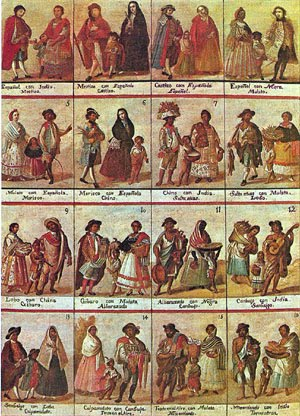
Las castas de la Nueva España

### Época Virreinal
Después de la conquista, el estilo de vida se vio modificada en todos los aspectos como el económico, social, espiritual, arquitectónico y de producción, con la introducción de nuevas especies como ganado vacuno, o animales de tiro y de arado, también se modificaron los procesos de producción, para ejemplo los restos de la caña de maíz ahora se utilizan para la cría de ganado antes utilizada solo como leña. El carácter de la sociedad era corporativo (en forma de órdenes religiosas, cofradías, comunidades indígenas).
Churintzio está ubicado en el Bajío, región predominante de la Nueva España, era centro político, económico y cultural, en el estaban ubicadas las ciudades más importantes y la mayor parte de la población. Por ésta pasaban la mayoría de las rutas comerciales. Constituyéndose como la ruta a través de la cual pasaban las mercancías destinadas a las provincias del norte, estaba situada estratégicamente entre la Ciudad de México, la de Zacatecas y Guadalajara. La construcción de presas haciendas agrícolas y ganaderas se concentraban en los alrededores por lo que esta región era la más productiva de la Nueva España.

### SigloXIX
La zona albergó varias haciendas como las de Changuitiro, Huapamacato, Los Herreras, Patzímaro de Aviña, La Noria, Las Cruces, La Amezquitillo (sobre la última se construyó una presa que lleva su nombre).

### sigloXX
El 10 de diciembre de 1903, Churintzio fue admitido como un municipio más del estado de Michoacán.
Ya en la segunda mitad del siglo se dio la introducción de la electricidad, construcción de carreteras, aparición de los automóviles, el gas, nació un comercio de productos con el exterior, de lo más simple a lo esencial. Hubo una impresionante aparición de nuevas mercancías; en la agricultura surgieron tractores y trilladoras que facilitan los procesos de producción así como la aparición de invernaderos, fertilizantes, semillas y herbicidas; la entrada aparatos electrodomésticos, cambios en la arquitectura del adobe al tabique, diseño de la vivienda, sumando espacios como cocheras etc.; llegada de la radio, luego la televisión, el teléfono, pavimentación del municipio y educación hasta el nivel medio superior.

### SigloXXI
Introducción del internet y modificaciones en la arquitectura. Apertura de la primera Universidad en Churintzio.

## Geografía
El municipio limita al norte con los municipios de La Piedad y Zináparo, al este con el municipio de Penjamillo, al sur con el municipio de Tlazazalca y al oeste con el municipio de Ecuandureo. Presenta una superficie de 229.21 km².

### Orografía
La orografía de Churintzio es una de las menos accidentadas de Michoacán, contiene pocas elevaciones, que forman parte del Eje Neovolcánico. La altitud del municipio oscila entre los 1850 m s. n. m. y tiene como principales elevaciones las siguientes:
- El Picacho: 2.410 m s. n. m.; coordenadas 20.138637, -102.032031
- Cerro de La Cruz 2.090 m s. n. m.; coordenadas 20.1492530, -102.0542998
- Cerro de San Antonio 2.065 m s. n. m.; coordenadas 20.1398253, -102.0509523
- El cerrito de la Campana 1.980 m s. n. m.; coordenadas 20.142554, -102.076058
- La Cabalonga 1.900 m s. n. m.; coordenadas 20.165924, -102.111808
- El cerro del Fraile 1920 m s. n. m.; coordenadas 20.1863072, -102.1295830
- Cerro Blanco 2.280 m s. n. m.; coordenadas 20.1272886, -102.1515011
- Cerro Las Gallinas 2.520 m s. n. m.; coordenadas 20.0743895, -102.0964829
- La Palma 2.340 m s. n. m.; coordenadas 20.0519263, -102.0268353
- Cerro Varal 2210 m s. n. m.; 20.1014855, -102.0117782

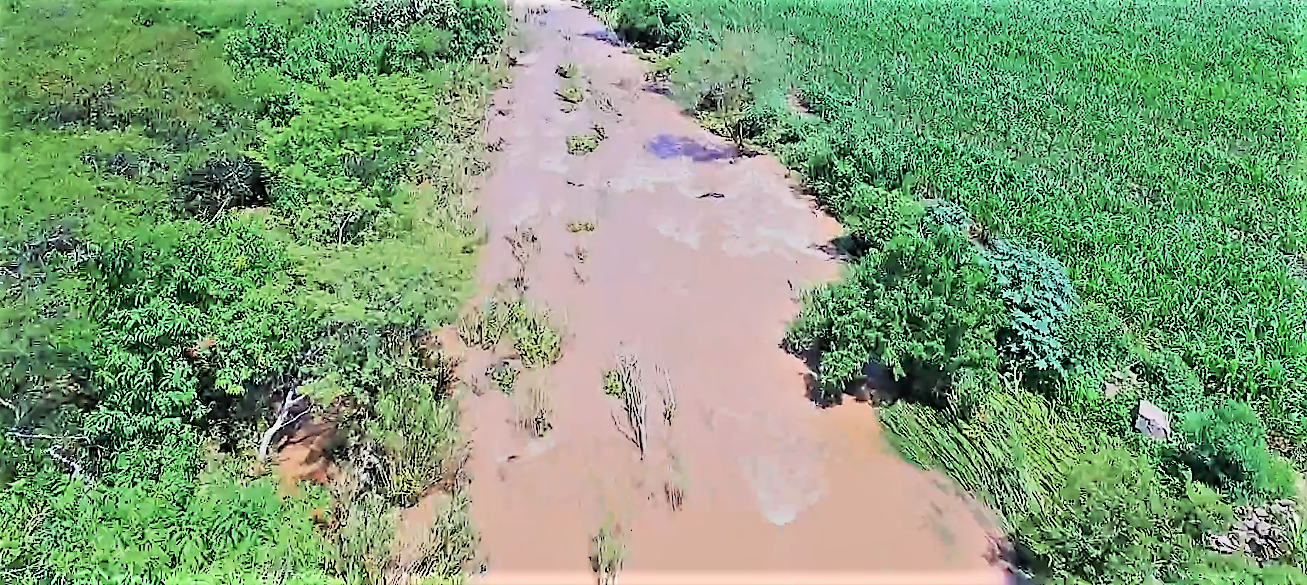
El río Quiringüicharo

### Hidrografía
Presas: Municipal, Mezquitillo, La Noria, San Juan y Changuitiro.
Arroyos intermitentes: el Azul, los Cerezos, del Pino, de la Puerca y la Cañada, y manantiales de agua fría.
El río Quiringüicharo nace al sur de la población de Changuitiro tiene una dirección de sudeste a noroeste pasa por Tanhuato y desagua en lerma cerca de la población de La Barca.

### Clima
Su clima templado con lluvias en verano.
| Parámetros climáticos promedio de Churintzio | Parámetros climáticos promedio de Churintzio | Parámetros climáticos promedio de Churintzio | Parámetros climáticos promedio de Churintzio | Parámetros climáticos promedio de Churintzio | Parámetros climáticos promedio de Churintzio | Parámetros climáticos promedio de Churintzio | Parámetros climáticos promedio de Churintzio | Parámetros climáticos promedio de Churintzio | Parámetros climáticos promedio de Churintzio | Parámetros climáticos promedio de Churintzio | Parámetros climáticos promedio de Churintzio | Parámetros climáticos promedio de Churintzio | Parámetros climáticos promedio de Churintzio |
| Mes                                          | Ene.                                         | Feb.                                         | Mar.                                         | Abr.                                         | May.                                         | Jun.                                         | Jul.                                         | Ago.                                         | Sep.                                         | Oct.                                         | Nov.                                         | Dic.                                         | Anual                                        |
| -------------------------------------------- | -------------------------------------------- | -------------------------------------------- | -------------------------------------------- | -------------------------------------------- | -------------------------------------------- | -------------------------------------------- | -------------------------------------------- | -------------------------------------------- | -------------------------------------------- | -------------------------------------------- | -------------------------------------------- | -------------------------------------------- | -------------------------------------------- |
| Temp. máx. media (°C)                        | 21                                           | 23                                           | 26                                           | 28                                           | 28                                           | 26                                           | 23                                           | 23                                           | 22                                           | 22                                           | 21                                           | 20                                           | 23.6                                         |
| Temp. mín. media (°C)                        | 7                                            | 8                                            | 9                                            | 11                                           | 14                                           | 15                                           | 14                                           | 14                                           | 14                                           | 12                                           | 10                                           | 8                                            | 11.3                                         |
| Precipitación total (mm)                     | 31.00                                        | 26.10                                        | 37.20                                        | 42.00                                        | 105.40                                       | 324.00                                       | 378.20                                       | 362.00                                       | 285.00                                       | 155.00                                       | 57.00                                        | 24.80                                        | 1827.7                                       |
| [cita requerida]                             |                                              |                                              |                                              |                                              |                                              |                                              |                                              |                                              |                                              |                                              |                                              |                                              |                                              |

## Demografía

### Localidades
En el censo de 2020 el municipio de Churintzio contaba con 20 localidades.
| Código INEGI    | Localidad                   | Población (2020) |
| --------------- | --------------------------- | ---------------- |
| 160280001       | Churintzio                  | 2 580            |
| 160280010       | La Noria                    | 487              |
| 160280008       | Huapamacato                 | 475              |
| 160280012       | Patzímaro de Aviña          | 241              |
| 160280004       | Changuitiro                 | 286              |
| 160280007       | La Higuera                  | 155              |
| 160280018       | San Vicente                 | 153              |
| 160280019       | Torrecillas                 | 133              |
| 160280020       | El Sabino                   | 126              |
| 160280014       | El Salto                    | 111              |
| 160280015       | Sanguijuelas                | 99               |
| 160280003       | Las Cruces                  | 98               |
| 160280016       | San Isidro Vista Hermosa    | 50               |
| 160280012       | Patzímaro del Rincón        | 50               |
| 160280002       | Buenavista de Reynaga       | 46               |
| 160280017       | San Juan Bautista Aramutaro | 35               |
| 160280009       | El Jagüey de Reynaga        | 32               |
| 160280011       | Nuevo Morelos               | 31               |
| 160280006       | El Fuerte                   | 30               |
| 160280021       | El Porvenir                 | 13               |
| 160280026       | Huapamacato                 | 2                |
| Total municipal | Total municipal             | 5 233            |

Algunas de las localidades toman su nombre de una lengua indígena: 5 del purépecha, 1 hace homenaje a un personaje histórico, y otros 4 deben su nombre de alguna figura de la Iglesia católica. Finalmente, los 10 restantes hacen referencia a alguna característica del paisaje del término municipal o alguna leyenda local.    

## Monumentos históricos
Artículo principal: Anexo: Monumentos de Michoacán
- Parroquia de la Virgen del Rosario
- Santuario de la Virgen de Guadalupe
- Parroquia de La Inmaculada Concepción
- Templo de la Purísima.
- Casa del Diezmo.

## Economía

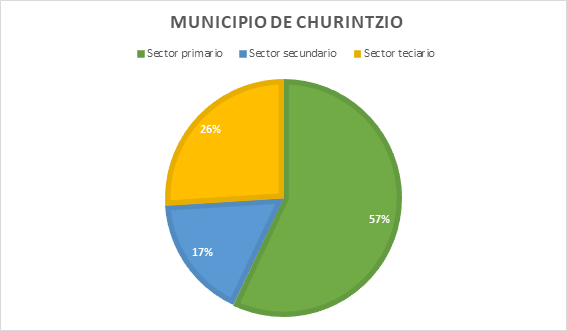
Distribución de la población activa en los sectores económicos del municipio de Churintzio.

La actividad agrícola es altamente significativa para el municipio y sus principales cultivos son: el maíz, sorgo, frijol, trigo, fresa, garbanzo, limón, agave azul, agave cupreata, pitahaya, berenjena, chía, cebada, avena; y en menor escala, hortalizas como: janamargo y zacate olleto, estos de forraje.
En el municipio se cría ganado vacuno, caprino, ovino, caballar, porcino y aves de corral, en establos, granjas porcinas y avícolas.
El municipio cuenta con industrias establecidas de textiles y agrícolas. 
El municipio cuenta con comercios medianos y pequeños en donde la población adquiere artículos de primera y segunda necesidad. Cuenta con: servicios de transporte, financieros, educativos y de salud, tiendas de ropa, muebles, calzado, alimentos, restaurantes, bares, ferreterías, materiales para la construcción, papelerías, farmacias, boticas y puestos fijos y semifijos.

## Infraestructuras

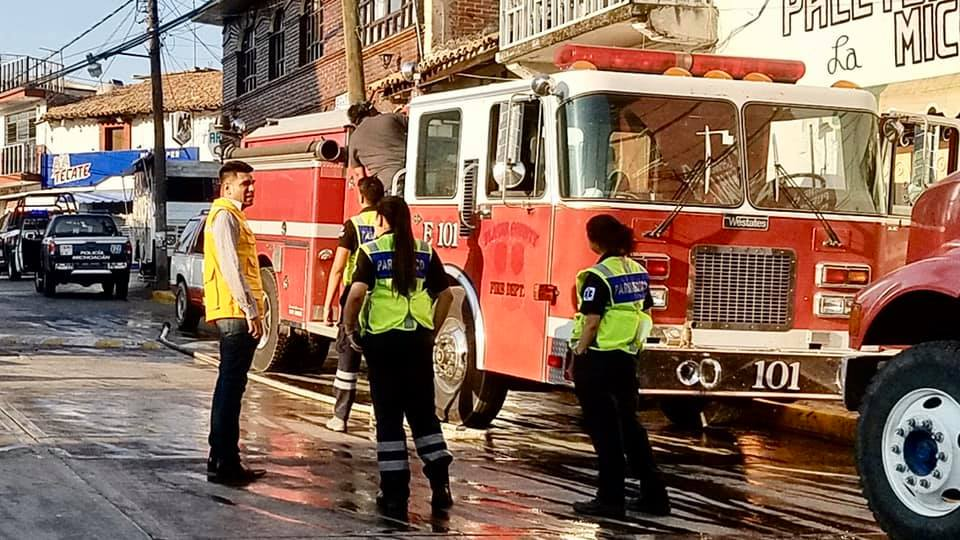
Bomberos

Cruz roja, estación de bomberos, la demanda de servicios médicos de la población del municipio es atendida por organismos oficiales y privados, en los medios rural y urbano. Existen Centros de Salud adscritos a la Secretaría de Salud así como consultorios particulares. Hay bibliotecas, El municipio cuenta con un mercado municipal y centros de consumo donde la población adquiere artículos de primera y segunda necesidad. Con canchas de baloncesto, fútbol y parques recreativos. Distribuidos en todas localidades del municipio así como en su cabecera municipal.

## Educación
El municipio cuenta con planteles de educación inicial como son: Preescolares, primarias, secundaria Federal, telesecundarias, para el nivel medio superior el Colegio de Bachilleres y para nivel superior una Universidad.

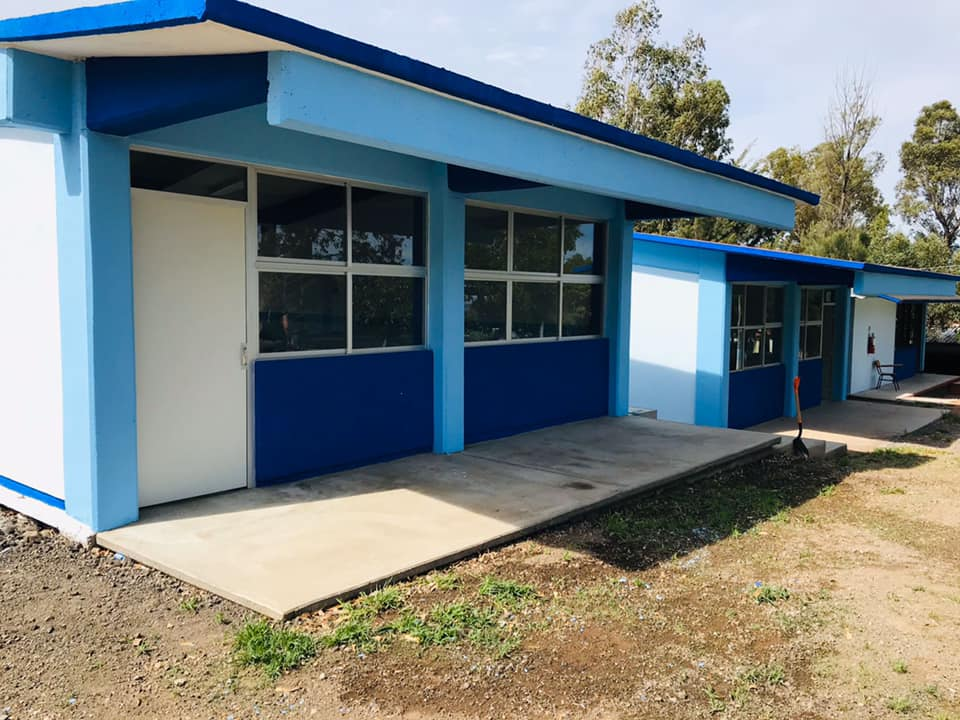
Educación

## Deporte
Los deportes más practicados son:↵- Fútbol ↵- Béisbol ↵- Voleibol↵- Basquetbol↵- Ciclismo ↵- Senderismo - Atletismo.

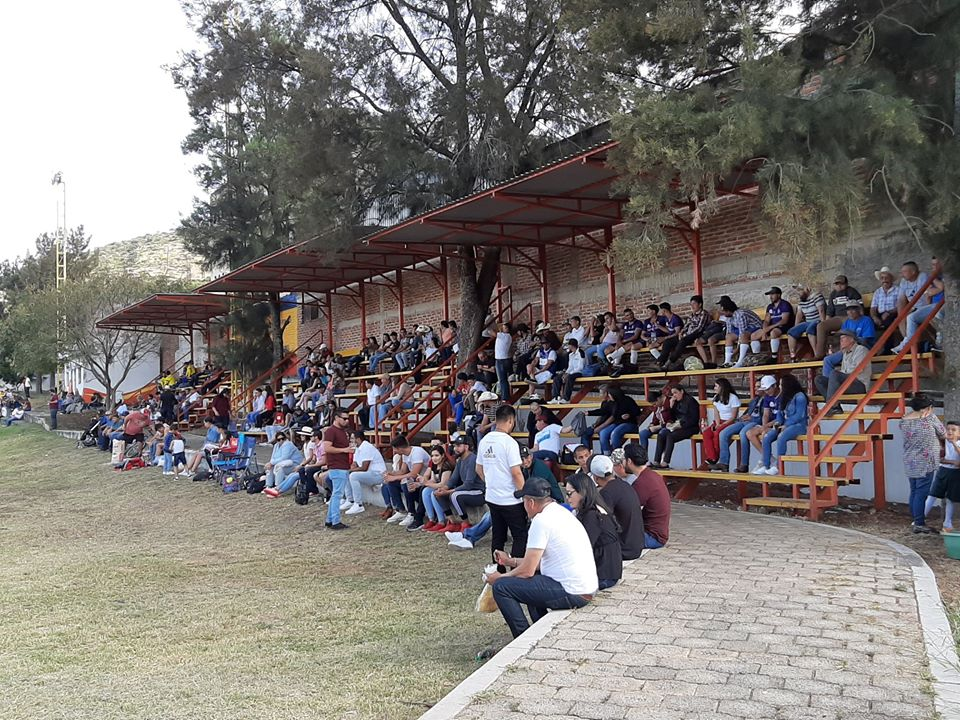
Unidad deportiva de Churintzio

## Transporte
El municipio cuenta con servicio de autobuses con las siguientes rutas:
Churintzio-La Piedad de Cavadas.
Churintzio-Zamora de Hidalgo.
Churintzio-Purépero de Echáiz.
Churintzio - Morelia
Churintzio - Sacramento
Servicio de taxis.

## Gastronomía
Hay una torta llamada Churintzio que se puede encontrar en el centro de Churintzio, es un platillo típico del pueblo.

## Presidentes municipales
- 1939-1940 Benjamín Cortes
- 1940-1941 Miguel Ventura
- 1941-1942 J.C.Arroyo - Anselmo Cruz Fuentes
- ↵1942-1943➞E. Maldonado➞
- 1943-1944➞Cresencio Fuentes➞
- 1944-1945➞J.Asunción Botello
- 1945-1946➞Carlos Fuentes Aldama➞
- 1946-1947➞Remigio Arroyo Aviña
- 1947-1948➞Gabino Verduzco➞
- 1948-1949➞Francisco Espinoza➞
- 1949-1950➞Cristóbal Villanueva
- 1950-1951➞Florencio Raya➞
- 1951-1952➞Alberto Guillén Fuentes➞
- 1952-1953➞Eziquio Herrera➞
- 1953-1954➞Alberto Guillén Fuentes➞
- 1954-1955➞Anselmo Cruz➞
- 1955-1957➞Abelino Heredia➞
- 1957-1958➞Ignacio Fuentes➞
- 1958-1959➞Macario Muñiz➞
- 1959-1960➞Carlos Villanueva➞
- 1960-1961➞Lino Cruz Fuentes➞
- 1961-1962➞Modesto García➞
- 1962-1963➞Eziquio Heredia➞
- 1963-1965➞J. de Jesús Aguilar Naranjo➞
- 1965-1966➞Remigio Arroyo Aviña↵➞|
- 1966-1968➞Carlos Villanueva➞
- 1969-1971➞Ponciano Muñiz➞
- 1972-1974➞Heriberto Montañez Aguilar➞|
- 1975-1977➞Lino Cruz Fuentes➞
- 1978➞Ignacio Fuentes➞
- 1979-1980➞Ángel Arroyo Arroyo➞
- 981-1983➞Roberto Aldama Rangel➞
- 1984-1986➞Luis Guillén Fuentes➞
- 1987-1988➞Carlos Cruz Fuentes➞
- 1989➞José Luis Heredia Cortés➞
- 1990-1992➞Salvador Belmonte Calderón➞
- 1993-1995➞José Luis Heredia Cortés
- 1996-1999➞Luis Muñiz➞
- 1999-2001➞Andrés Solorio Arroyo
- 2002-2004➞J. Jesús Heredia Heredia ↵CUPM
- 2005-2007➞Mario Cendejas Guzmán
- 2008-2012➞Alfonso Aviña Alfaro
- 2012-2015➞Juan Luis Contreras Calderón➞
- 2015-2018➞ Salvador Pulido Pimentel➞
- 2018-2021➞Juan Luis Contreras Calderón
- 2021-2024 Alejandra Pimentel Espinoza
- 2024 Francisco Javier Pérez Maldonado

## Política
El gobierno del municipio le corresponde al ayuntamiento, el cual está integrado por el presidente municipal, un Síndico y el cabildo compuesto por 7 regidores, 4 electos por mayoría relativa y 3 por el principio de representación proporcional. El ayuntamiento es electo por un periodo de tres años no renovable, hasta hace algunos años, pero ahora es posible la reelección de un periodo inmediato, e indefinidas veces de manera no continua, entrando a ejercer su cargo el día 1 de septiembre siguiente a la elección.

### Subdivisión administrativa
El gobierno interior de los municipios corresponde a los jefes de tenencia y a los encargados del orden que son electos por pleibiscito para un periodo de tres años, en Churintzio no existen jefaturas de tenencia pero si 19 encargados de orden. Todos ellos son electos mediante plebiscito popular y duran en su encargo tres años.

### Representación legislativa
Para la elección de diputados locales al Congreso local y de diputados federales a la Cámara de Diputados, el municipio de Churintzio se encuentra integrado en los siguientes distritos electorales:
Local:
- Distrito electoral local 1 de Michoacán con cabecera en La Piedad de Cabadas.

Federal:
- Distrito electoral federal 5 de Michoacán con cabecera en Zamora de Hidalgo.[10]